# 我們就是英雄
〈我們就是英雄〉是荷兰DJ馬汀·蓋瑞克斯的歌曲，为2020年歐洲足球錦標賽的官方主题曲，于2021年5月14日正式发行，由爱尔兰摇滚乐队U2的博诺和The Edge客串。歌曲于羅馬奧林匹克體育場举行的欧洲杯开幕仪式上以线上方式首次呈现。

## 音乐视频
歌曲视频在英国伦敦拍摄，爱尔兰摇滚乐队U2樂團的博诺和The Edge有份参演。视频还出现了U2在斯莱恩城堡表演的片段。

## 现场表演
2019年10月19日，马丁候选为欧洲杯官方主题曲的演唱者，负责制作官方主题曲，以及在比赛前播放的暖场歌曲，以及电视转播音乐。

## 制作名单
- 馬汀·蓋瑞克斯 – 制作、作词、作曲[8]
- The Edge – 作词、作曲[8]
- 博诺 – 作词[8]
- 西蒙·卡莫迪（英语：Simon Carmody） – 作词[8]
- 乔治·图伊福特（英语：Giorgio Tuinfort） – 作词、作曲、钢琴[8]
- 阿尔宾·尼德勒（Albin Nedler） – 作词、作曲、和声[8]
- 克里斯托弗·福格尔马克（英语：Kristoffer Fogelmark） – 作词、作曲、和声[8]
- 皮埃尔-吕克·里奥（Pierre-Luc Rioux）– 附加吉他[5]
- 弗兰克·范·埃森（英语：Frank van Essen） – 弦乐[5]

## 榜单表现
| 榜单（2021年）                               | 最高排名 |
| -------------------------------------------- | -------- |
| 奥地利（Ö3四十强单曲榜）                     | 48       |
| 比利时佛兰德（Ultratop五十强单曲榜）         | 10       |
| 比利时瓦隆（Ultratop五十强单曲榜）           | 7        |
| 捷克（百強數位單曲榜）                       | 81       |
| 捷克（電台百強單曲榜）                       | 31       |
| 法国（法國唱片出版業公會）                   | 111      |
| 德国（德國官方單曲榜）                       | 15       |
| 匈牙利（四十强电台榜）                       | 4        |
| 匈牙利（四十強單曲榜）                       | 9        |
| 愛爾蘭（愛爾蘭唱片音樂協會单曲榜）           | 74       |
| 意大利（意大利音乐产业联盟）                 | 36       |
| 荷兰（荷蘭四十強單曲榜）                     | 2        |
| 荷兰（百强单曲榜）                           | 15       |
| 波蘭（波蘭百大電台榜）                       | 11       |
| 葡萄牙（葡萄牙唱片業協會单曲榜）             | 100      |
| 斯洛伐克（電台百強單曲榜）                   | 76       |
| 斯洛文尼亚（数字单曲百强榜）                 | 87       |
| 瑞典（瑞典最熱榜）                           | 22       |
| 瑞士（瑞士热门音乐榜）                       | 16       |
| 美國（《告示牌》Adult Pop Airplay）          | 40       |
| 美國（《告示牌》Hot Dance/Electronic Songs） | 12       |